# Carol Reed
Carol Reed (ur. 30 grudnia 1906 w Londynie, zm. 25 kwietnia 1976 tamże) – brytyjski reżyser i producent filmowy.
Tworzył głównie dramaty psychologiczne i społeczne (Niepotrzebni mogą odejść, Trzeci człowiek). Otrzymał  w 1969 Oscara dla najlepszego reżysera za musical Oliver!, który Akademia Filmowa uznała także za najlepszy film w 1968. Ponadto w 1952 jako drugi brytyjski reżyser filmowy został uhonorowany szlachectwem i wiążącym się z nim tytułem „Sir”.

## Nagrody
- Nagroda Akademii Filmowej
  - 1946 Prawdziwa chwała (dokumentalny) – współrealizator: Garson Kanin
  - 1969 Oliver!
- Nagroda BAFTA za najlepszy film brytyjski w 1947 – Niepotrzebni mogą odejść, 1949
- Nagroda BAFTA za najlepszy film brytyjski w 1948 – Stracone złudzenia, 1949
- Grand Prix na  MFF w Cannes 1949 – Trzeci człowiek
- Nagroda BAFTA za najlepszy film brytyjski w 1949 – Trzeci człowiek, 1950
- Nagroda Specjalna na 6. Międzynarodowym Festiwalu Filmowym w Moskwie – Oliver!, 1969